# 股份合作制企业
股份合作制企业是依法设立的、企业职工共同出资、共同劳动、民主管理、按劳分配和按股分红相结合的企业法人。它是一种典型的人合性与资合性兼备的企业。其中，劳动合作是基础。企业对其管理使用的财产拥有所有权。企业的最高权力机构是职工股东大会，采取一人一票的表决方式。企业以其全部资产对其债务承担责任，企业的出资人以其出资额为限对企业承担责任。
股份合作制企业的股权结构通常包括职工个人股和职工集体股两种。职工个人股是由职工个人自愿投资形成；职工集体股是由集体共有财产折价入股或向企业投资形成。
股份合作制企业可以设立董事会也可以不设立。不设立董事会的企业由职工股东大会选举或聘任总经理，负责企业的经营管理工作，是企业的法定代表人。设立董事会的企业，董事会是企业的业务执行机构和职工股东大会常设机构。董事长为企业的法定代表人。由董事会聘任总经理负责企业的日常经营管理。
企业是否设立监事会由职工股东大会决定。规模较小的企业可以不设立监事会而只设立一名执行监事，负责对董事会和总经理及其他管理人员的工作进行监督。董事会和监事会的成员均由职工股东大会选举。
中华人民共和国的各省、地级市对股份合作制企业的成立均有各自的规定。